# Gmina Korzenna
Die Gmina Korzenna ist eine Landgemeinde im Powiat Nowosądecki der Woiwodschaft Kleinpolen in Polen. Ihr Sitz ist das gleichnamige Dorf mit etwa 2250 Einwohnern.

## Gliederung
Zur Landgemeinde (gmina wiejska) Korzenna gehören folgende 16 Dörfer mit einem Schulzenamt:
Bukowiec
Janczowa
Jasienna
Koniuszowa
Korzenna
Lipnica Wielka
Łyczana
Łęka
Miłkowa
Mogilno
Niecew
Posadowa Mogilska
Siedlce
Słowikowa
Trzycierz
Wojnarowa